# 김치깍두기노래
《김치깍두기노래》는 조선민주주의인민공화국의 노래로 김치와 깍두기를 주제로 다루고 있으며 단편 소설 《운수 좋은 날》의 김 첨지가 가사 내용에 등장한다.